# 5889 Міцкевич
5889 Міцкевич (5889 Mickiewicz) — астероїд головного поясу, відкритий 31 березня 1979 року.
Тіссеранів параметр щодо Юпітера — 3,135.
Названо на честь Адама Міцкевича, (1798–1855), одного із найвидатніших польських поетів, засновника польського романтизму, діяча національно-визвольного руху.